# Wihtred av Kent
Wihtred av Kent, död 725, var en engelsk monark. Han var kung av Kent 690–725. 